# Tart-l'Abbaye
Tart-l'Abbaye è un comune francese di 243 abitanti situato nel dipartimento della Côte-d'Or nella regione della Borgogna-Franca Contea.

## Società

### Evoluzione demografica
Abitanti censiti